# Marino Carafa do Belvedere
Marino Carafa do Belvedere (Nápoles, 29 de janeiro de 1764 - Nápoles, 5 de abril de 1830) foi um cardeal italiano.

## Biografia
Nasceu em Nápoles em 29 de janeiro de 1764. Filho mais novo de Carlo Carafa di Belvedere (1724-1788), quinto príncipe de Belvedere, e Maria Giulia Caracciolo (1736-1777), de Avelino. Seu primeiro nome também está listado como Caraffa. Sobrinho bisneto do cardeal Pierluigi Carafa (1728). Outros cardeais da família foram Filippo Carafa (1378); Oliviero Carafa (1467); Gianvincenzo Carafa (1527); Carlo Carafa (1555); Diomede Carafa (1555); Alfonso Carafa (1557); Antonio Carafa (1568); Decio Carafa (1611); Pier Luigi Carafa , sênior (1645); Carlo Carafa della Spina (1664); Fortunato Ilario Carafa della Spina (1686); Francesco Carafa della Spina di Traetto (1773); e Domenico Carafa della Spina di Traetto (1844).
Estudou no Collegio Nazareno, Roma; e na Pontifícia Academia dos Nobres Eclesiásticos, Roma, a partir de 1782.
Ingressou no estado eclesiástico e tornou-se protonotário apostólico. Relatora do SC do Bom Governo. Mestre da Câmara Papal em 1794. Majordome e prefeito do Palácio Apostólico em 1795; ele seguiu o Papa Pio VI para a França quando o pontífice foi feito prisioneiro em 1799. Em 1800, ele foi para Veneza, onde ocorreu o conclave. Foi confirmado em suas funções pelo novo Papa Pio VII. Nomeado membro de uma congregação especial encarregada da reforma econômica e da eliminação dos abusos nos Palácios Apostólicos.
Criado cardeal diácono no consistório de 23 de fevereiro de 1801; recebeu chapéu vermelho, 26 de fevereiro de 1801; e a diaconia de S. Nicola em Carcere, 20 de julho de 1801. Concedeu uma dispensa de três anos para receber as ordens sagradas, 23 de fevereiro de 1802; a dispensa se estendeu por mais três anos, 8 de fevereiro de 1805. Renunciou ao cardinalato, por falta de descendência em sua família, no consistório de 24 de agosto de 1807, por Angelo Nuzzi, protonotário apostólico. Tornou-se príncipe de Acquaviva e casou-se com Marianna Gaetani dell'Aquila d'Aragona. Sindaco de Nápoles de 30 de março de 1813 até 7 de fevereiro de 1817.
Morreu em Nápoles em 5 de abril de 1830. Exposto e enterrado (nenhuma informação encontrada).